# میخائیل الکسیف

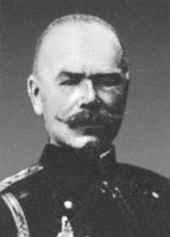
میخائیل واسیلیویچ الکسیف
(زادهٔ ۳ نوامبر ۱۸۵۷ در تور — درگذشتهٔ ۲۵ سپتامبر ۱۹۱۸ ) (به روسی: Михаил Васильевич Алексеев) یک نظامی بلندپایه امپراتوری روسیه در طول جنگ اول جهانی و جنگ داخلی روسیه بود.
الکسیف در تور شهری در روسیه زاده شد. پدر وی واسیلی الکسیف یک فرمانده در ارتش قزاق بود.
الکسیف در ۱۹۰۴ میلادی در زمان جنگ روسیه و ژاپن، ژنرال ارتش روسیه بود. او در همین زمان مدال شمشیر طلایی برای شجاعت و نشان‌های سنت استینسلوف و سنت آنه را دریافت کرد.
در جنگ اول جهانی الکسیف رئیس ستاد جبهه جنوبی بود. ستاد جبهه جنوبی بر لشگرهای سوم، چهارم، پنجم، و هشتم فرماندهی می‌کرد.
پس از انقلاب اکتبر ۱۹۱۷ و در اوایل سال ۱۹۱۸ میلادی، الکسیف اقدام به پایه‌گذاری یک ارتش ضد بلشویک کرد. این ارتش به ارتش سفید مشهور شد. پس از بنیان‌گذاری ارتش سفید، وی به علل طبیعی درگذشت.